# Mario Irivarren
Mario Sergio Irivarren León (Lima, 24 de abril de 1991) es una personalidad de televisión y presentador peruano. Ha conseguido notoriedad por sus participaciones en los reality shows Combate y Esto es guerra, además de conducir los programas web Good Time y Com FM.

## Biografía

### Primeros años
Nació el 24 de abril de 1991 en Lima, bajo el nombre completo de Mario Sergio Irivarren León. Durante sus primeros años, se dedicó al oficio de ayudante de costura. Estudió la carrera de administración y marketing en el Instituto San Ignacio de Loyola, tras haber ganado una beca del dicho centro educativo, en el cual opta con abandonarla. Cumpliendo la mayoría de edad, trabajó en el restaurante de comida rápida Kentucky Fried Chicken y en el Grupo Delosi.

### Trayectoria televisiva
Irivarren alcanzó la fama al formar parte del reparto principal del reality show peruano Combate, de la televisora local ATV, en 2011. Debutó en televisión a la edad de veinte años y permaneció durante cinco temporadas consecutivas en el papel de competidor, hasta su renuncia a finales de 2015. Su fama le permitió trabajar de animador en discotecas y de chambelán en quinceañeras. Fue elegido como «mejor capitán» y «El favorito del público» por los espectadores del programa.
Se incursionó en la música en 2015, siendo parte del grupo musical La Trilogía junto a Erick Elera y Franco Cortez, exintegrantes de la boyband Joven Sensación, interpretando la canción «Dile». En el año 2020, fue invitado al magacín En boca de todos para interpretar su versión de «Medialuna» del cantante colombiano Camilo.
Participó en la actuación en el año 2015, dentro del reparto central de la obra teatral Día de miércoles, bajo la dirección del fallecido actor Gustavo Cerrón, asumiendo el papel de El Charly, un cómico ambulante.
En el año 2016, se suma al elenco del programa de telerrealidad Esto es guerra de América Televisión, manteniéndose en el rol de Combate hasta la actualidad, incluyendo su participación en el receso El origen de la lucha.
Como empresario, en 2017, Irivarren inauguró su emprendimiento Cardwash Irivarren, dedicado a la limpieza y el cuidado de los vehículos, quedando actualmente bajo la administración de su hermana mayor. En ese año, lanza su línea de ropa Traki junto a su entonces pareja sentimental, la modelo Ivana Yturbe, permaneciendo en el mercado por poco tiempo.
En el año 2021, participó en el especial anual Teletón 2021, en el cual ganó una controversia por haber empujado al actor y comediante Daniel Menacho en plena emisión en vivo, obteniendo críticas del público por su supuesto mal comportamiento. Según en una entrevista, afirmó que reconoció lo sucedido, ya que lo consideró como un acto involuntario de su parte.
A partir de 2022, Irivarren estrena su marca de casacas escolares La Promo, para el uso de alumnos de quinto de secundaria de los colegios del Perú.
En 2025, Irrivarren confesó que el Mercado de Productores de Santa Anita vendía latas de conserva con su imagen y que su padre las administraba con su autorización.

### Etapa como presentador
En el año 2020, ingresa a la conducción del programa radial El búnker por la emisora Onda Cero, al lado de la modelo Luciana Fuster y posteriormente, con la exmodelo y presentadora Angie Arizaga hasta finales del año siguiente.[cita requerida]  A su vez, fue brevemente reemplazado en la conducción por Rafael Cardozo, tras ser suspendido de la emisora, producto del escándalo comprometedor en su contra por faltar el respeto a la Policía Nacional del Perú en la vía pública en 2021.
En el año 2022, fue conductor del programa web Com FM, compartiendo el rol junto a la bailarina y exestrella de telerrealidad Fabianne Hayashira.
Más tarde, en el año 2025, asume la conducción del pódcast de entretenimiento Good Time al lado de la celebridad de Internet Gerardo Vásquez «Gerardo Pe» y la modelo y presentadora de televisión Laura Spoya. Este pódcast se ha convertido en uno de los programas web más vistos de la plataforma YouTube a nivel nacional. Inicialmente, iban a incorporar al periodista Giancarlo Granda, pero no lo consiguieron. El creador del canal Todo Good, donde se emite el pódcast, dijo que Irivarren recibe un sueldo que no se parece al de la televisión.
Durante su estancia en el espacio digital, ganó notoriedad por visibilizar el colapso del techo del Real Plaza Trujillo de ese año, lo que provocó la pérdida de uno de sus patrocinadores,  y por compartir en directo la final de una de las temporadas de Esto es guerra, en el que participó. Sin embargo, se enfrentó a populares streamers de internet de la época, como Arturo Fernández («Neutro»), quien señaló que Irivarren y otros chicos reality habían perdido relevancia para los cibernautas. Irrivarren respondió que su incursión en el mundo del streaming «está en pañales». Confesó que optó por un pódcast de alta producción para mostrar su faceta de conductor en lugar de recurrir a plataformas como Kick, donde considera que se están «excediendo los límites».

## Créditos

### Televisión
- Combate (ATV; 2011-2015), competidor.
- Esto es guerra (América Televisión; desde 2016), competidor y parte del elenco.
- El origen de la lucha (América Televisión; 2016), competidor.
- Teletón 2021 (2021), participación especial.
- En boca de todos (América Televisión; 2020), invitado especial.

### Radio
- El búnker (Onda Cero; 2020-2021), locutor y presentador.

### Teatro
- Día de miércoles (2015), El Charly (reparto central).

### Programas web
- Com FM (2022-2024), presentador.
- Good Time (desde 2025), presentador.